# Santa María de Nava (Palencia)

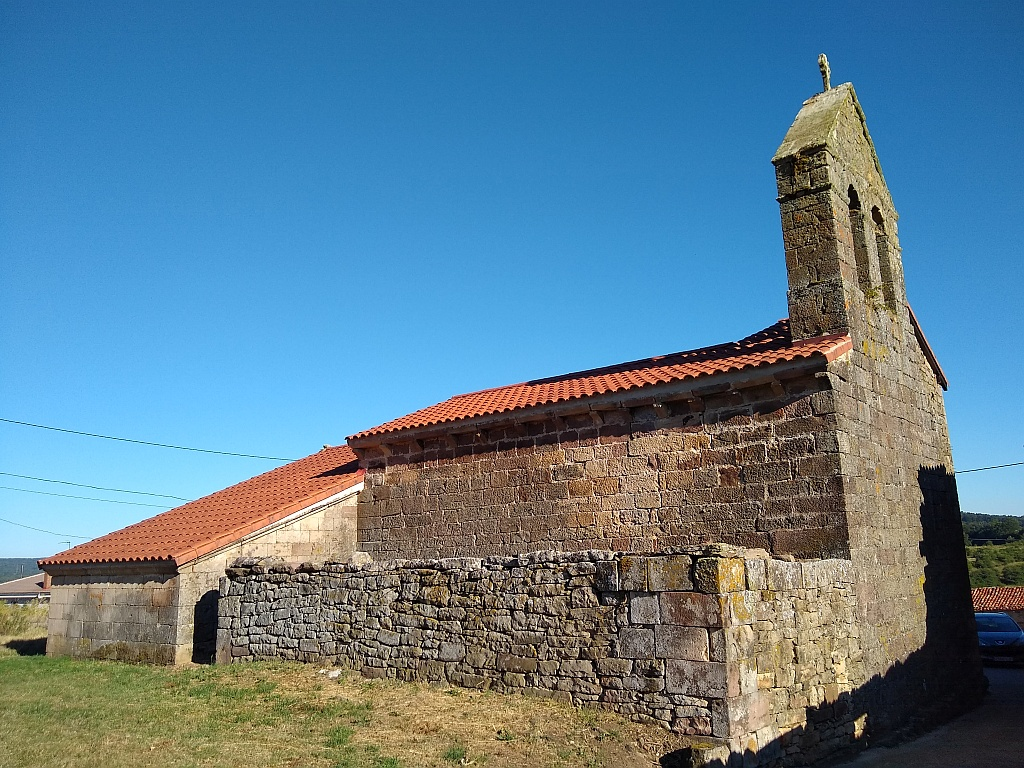
Iglesia de Santa Cecilia

Santa María de Nava es una localidad y también una pedanía de la provincia de Palencia (comunidad autónoma de Castilla y León). Pedanía de Barruelo de Santullán. 

## Geografía
La localidad dista 4,5 km de Barruelo, cabecera municipal, a 1.040 m s. n. m. Está enclavado en pleno centro del Valle de Santullán y cerca de él pasa el río de los prados o arroyo Bahillo. Cuenta con una fuente (Fuente del Dujo), y el Pilón del Carmen.

## Historia
Este pueblo se sitúa en una zona que limitó, en el pasado, el avance de los musulmanes hacia lugares situados más al norte. Fue aquí donde tras la Batalla de Covadonga, encabezada por Don Pelayo, se procedió a la Reconquista del territorio peninsular anteriormente ocupado.

## Geografía humana

### Demografía
| Gráfica de evolución demográfica de Santa María de Nava entre 1842 y 1860 |
| |
| Población de derecho según los censos de población del INE Población de hecho según los censos de población del INEEntre el censo de 1857 y el anterior, crece el término del municipio porque incorpora a 34027 (Barruelo de Santullán), 345015 (Bustillo de Santullán), 345030 (Cillamayor), 345054 (Matabuena), 345061 (Monasterio), 345064 (Nava de Santullán), 345076 (Porquera de Santullán), 345096 (Revilla de Santullán) y 345136 (Verbios) Entre el censo de 1877 y el anterior, este municipio desaparece porque cambia de nombre y aparece como el municipio 34027 (Barruelo de Santullán) |

Evolución de la población en el siglo XXI
| Gráfica de evolución demográfica de Santa María de Nava entre 2000 y 2020 |
|                                                                           |
| Población de derecho (2000-2020) según el padrón municipal del INE        |

### Economía
Su actividad es principalmente agrícola, aunque también se puede llegar a observar ganado vacuno. En relación con la agricultura, sus principales cultivos son el trigo, la cebada, la avena y el centeno, siendo el primero de ellos el más común. También destaca agricolamente por la abundancia de forraje, así como por su abundancia en setas y la calidad de su agua en los numerosos manantiales de los que dispone este pueblo.

## Patrimonio
- Iglesia de Santa Cecilia: iglesia de transición al gótico y presenta una cabecera cuadrada, una sencilla portada de arco casi ojival y una espadaña rematada con una cruz. Esta iglesia parroquial católica está enclavada en la unidad pastoral de Barruelo de Santullán en el arciprestazgo de Campoó-Santullán.[4]

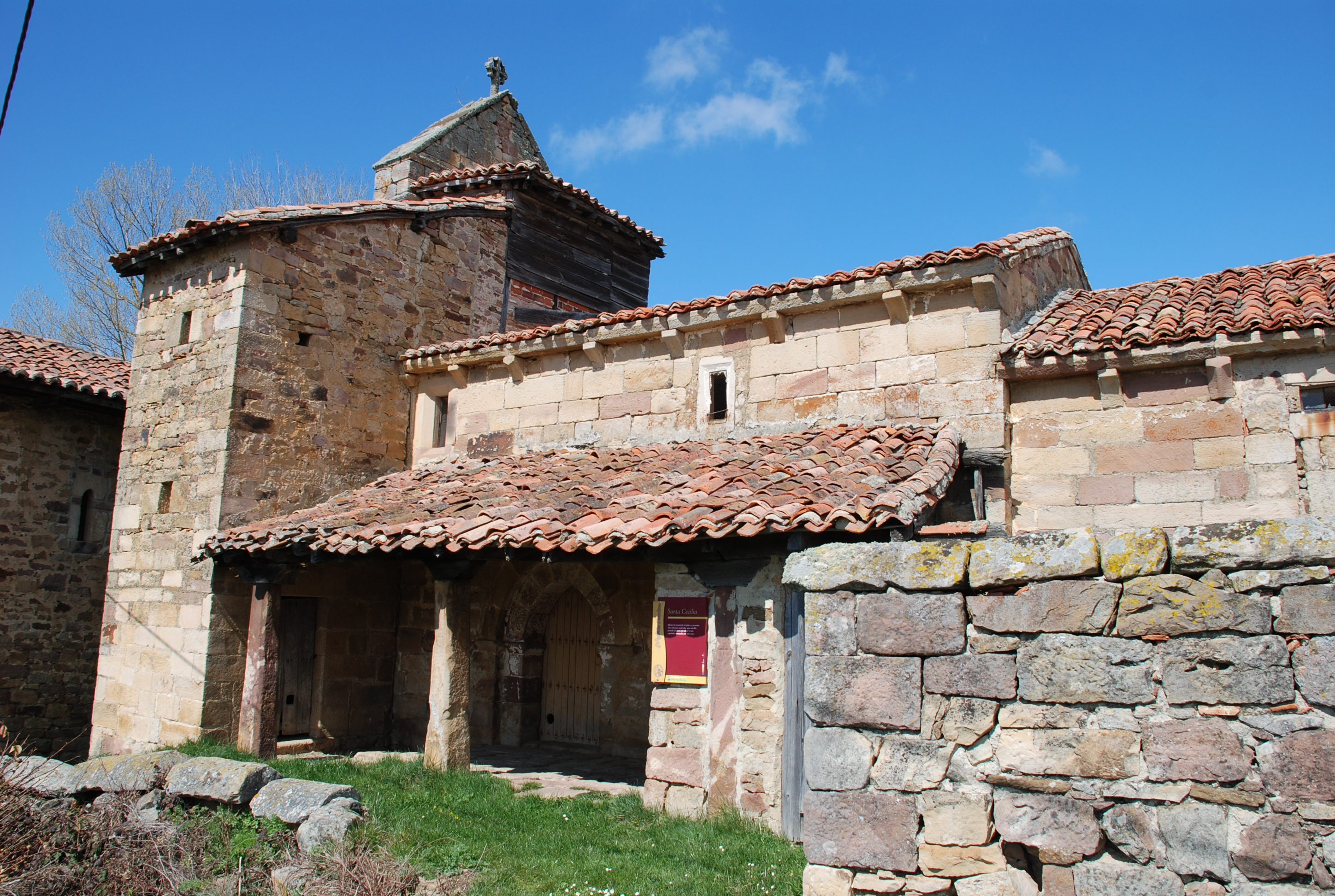
Iglesia de Santa Cecilia

- Casa hidalgas: Existen varias casas pertenecientes a viejas familias hidalgas, así como una imponente casa torre aún habitada.

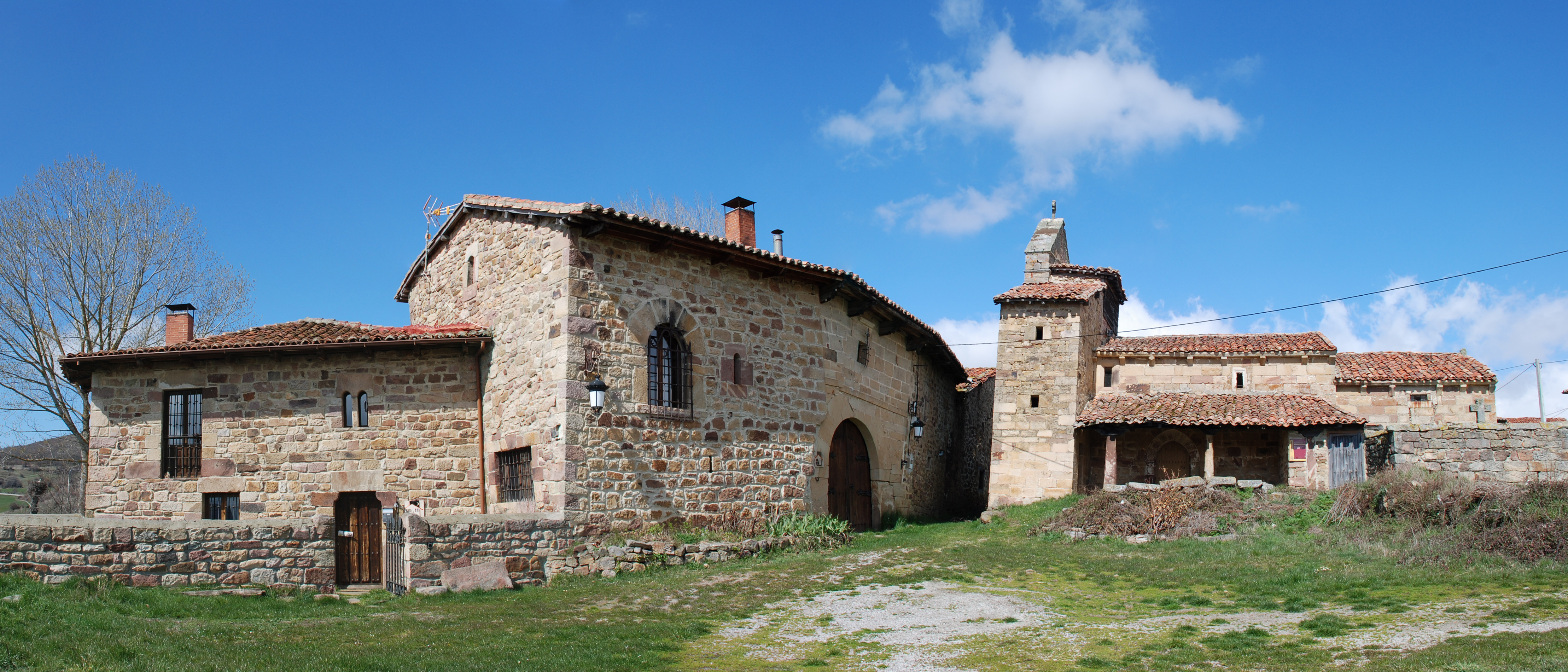
Iglesia de Santa Cecilia y casa rural

## Deporte
El 16 de agosto de 2011 el equipo de Sta. María de Nava, encabezado por Pablo Roldán y Alberto Irisarri, se hace con el título de fútbol del Torneo Comarcal de Pueblos disputado en Mudá, tras vencer a dicho pueblo en la final.
- Palmarés

Torneo Comarcal de Pueblos: 1 (2011)